# Hipòstrat (escriptor)
Hipòstrat  (en llatí Hippostratus, en grec antic Ἱππόστρατος) fou un escriptor que es menciona en uns escolis a Píndar com a  ὁ τὰ περὶ Σικελίας γενεαλογῶν ("un genealogista de la gent de Sicília"). Flegó el fa l'autor de Περὶ Μίνω. La seva època és desconeguda.